# バルデラ
バルデラまたはバルデレ（Bardera, Bardere, Bardhere, ソマリ語: Baardheere）は、ソマリアのゲド州にある都市。ジュバ渓谷の主要都市のひとつでもある。バルデラの名称は「ヤシの木」を意味するBaarと「高い」を意味するdheereから成り、この地方にヤシが生えていることに由来する。バルデラはイスラム教の学術都市でもあり、ソマリアでは珍しく農業が盛んな地域でもある。1930年代の人口は約8千だった。2008年以降はイスラーム武装勢力アル・シャバブの支配地域であったが、2015年にソマリア政府が奪還。

## 歴史
1989年9月、バルデラにダムを建設する計画が持ち上がったことがある。
1995年11月、バルデラの主な病院は、内戦による破壊と人員不足により閉鎖された。1996年1月に国境なき医師団（MSF）により医療活動が再開。しかし6月にMSFの医師が殺される事件が起きている。
2006年5月、バルデラでマラリアの流行が報じられている。
2007年2月22日、バルデラで大火事が起こり、675家族、4050人が避難する事態になっている。
2007年5月には、内戦のために首都モガディシュなどから避難してきた人々がバルデラに数多く集まり、2000家族、1万2千人に上った。
2008年4月、医療設備の整っていないバルデラに下痢が流行し、少なくとも12人が死亡している。
2008年7月、バルデラは重武装したイスラーム武装勢力アル・シャバブに占拠された。しかし、アル・シャバブはバルデラで地元住民の支持を得ることができず、この頃から、バルデラを含むゲド州は、情勢が不安定になっている。
2009年1月、アル・シャバブは支配地域の多くに夜間外出禁止令を出しているが、主要な町ではバルデラだけが除外されている。以後しばらく、バルデラがアル・シャバブの本拠地のひとつとなった。
2009年7月には、アル・シャバブの首都モガディシュ攻略のため、バルデラを含むゲド州各地に動員がかけられている。
2011年12月、バルデラに対し空爆が行われた。
2012年7月、エチオピア軍とソマリア軍がバルデラのアル・シャバブに攻勢を仕掛けたが、アル・シャバブはこれらの撃退に成功した。
2012年8月、バルデラに対し空爆が行われ、子供2名が死亡した。当時、この地区でアル・シャバブと対峙していたのはケニア軍だったが、ケニア軍はこの空爆はケニア軍によるものではないと説明している。
2015年7月22日、ソマリア政府軍がアル・シャバブからバルデラを奪還した。

## 気候
| バルデラの気候         | バルデラの気候 | バルデラの気候 | バルデラの気候 | バルデラの気候 | バルデラの気候 | バルデラの気候 | バルデラの気候 | バルデラの気候 | バルデラの気候 | バルデラの気候 | バルデラの気候 | バルデラの気候 | バルデラの気候 |
| 月                     | 1月            | 2月            | 3月            | 4月            | 5月            | 6月            | 7月            | 8月            | 9月            | 10月           | 11月           | 12月           | 年             |
| ---------------------- | -------------- | -------------- | -------------- | -------------- | -------------- | -------------- | -------------- | -------------- | -------------- | -------------- | -------------- | -------------- | -------------- |
| 平均最高気温 °C （°F） | 37 (98)        | 39 (102)       | 39 (102)       | 37 (98)        | 35 (95)        | 34 (93)        | 33 (91)        | 33 (91)        | 35 (95)        | 35 (95)        | 35 (95)        | 36 (96)        | 35.7 (95.9)    |
| 平均最低気温 °C （°F） | 21 (69)        | 21 (69)        | 22 (71)        | 23 (73)        | 23 (73)        | 21 (69)        | 20 (68)        | 20 (68)        | 21 (69)        | 22 (71)        | 22 (71)        | 21 (69)        | 21.4 (70)      |
| 降水量 mm （inch）     | 5 (0.2)        | 5 (0.2)        | 20 (0.8)       | 97 (3.8)       | 58 (2.3)       | 10 (0.4)       | 18 (0.7)       | 5 (0.2)        | 8 (0.3)        | 74 (2.9)       | 79 (3.1)       | 23 (0.9)       | 402 (15.8)     |
| 出典：Weatherbase      |                |                |                |                |                |                |                |                |                |                |                |                |                |

## 農業
バルデラは赤道のやや北に位置し、高温多湿である。そのため、年間を通じて農作物を育てることができる。
住民の多くは、ジュバ川の水を使った大規模農業に従事している。主な作物は ソルガム、トウモロコシ、タマネギ、豆、ゴマ、タバコ、バナナ、スイカ、オレンジ、パパイア、マンゴーなどである。バルデラの農作物は2千キロメートル離れたジブチにも出荷される。農業用水は、ジュバ川から採取する。春は「グ」、秋は「デイル」と呼ばれる雨季があり、多くの作物はその間に育てる。
元々は主にソマリアの大都市モガディシュ、キスマヨ、バイドアなどに出荷されていたが、ソマリア内戦の影響で隣国ケニアのワジール、ガリッサ、モンバサ、ナイロビなどへ出荷されるようになっている。
バルデラの名の由来であるヤシの木は、主にジュバ川沿いに生えるが、各農家にも植えられている。
Ahshhsw

## 医療
バルデラの主な病院は、内戦による破壊と人員不足により、1995年11月に閉鎖された。
2007年時点の医療機関としてはソマリ赤十字協会母子健康センター、HIRDA母子健康センター、西バルデラ出産ユニット、東バルデラ母子病院がある。2008年12月にはバルデラ産科病院ができた。

## 交通

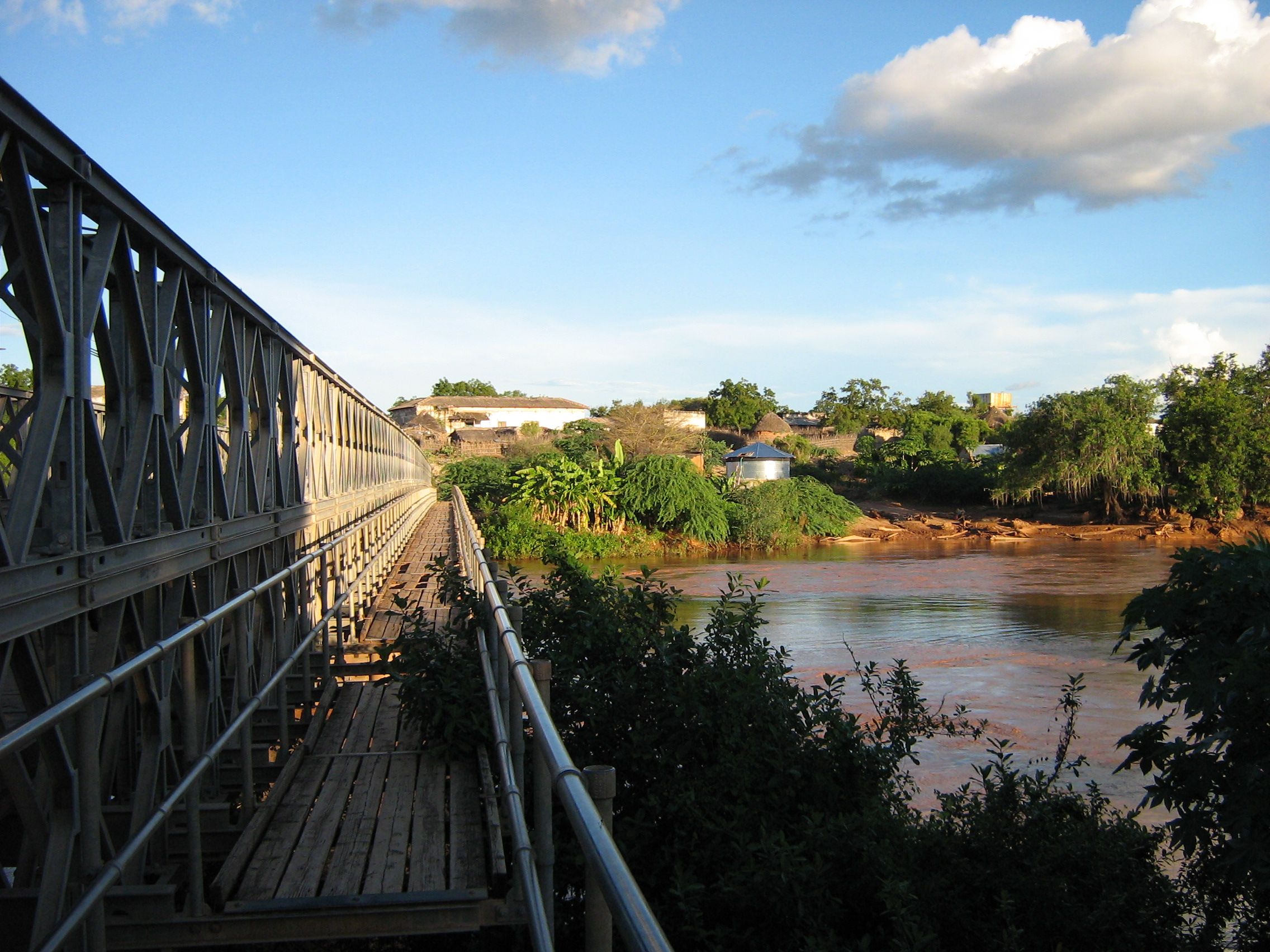
町の北西にあるジュバ川を越える橋

### 道路
住民の大部分は徒歩で移動するが、車を持つ住民もいる。バルデラで開かれる市場にも、各々が家畜などを徒歩で持ち寄る。乗った後に運転手と料金交渉するタイプのタクシーがある。

### 航空
町の北東にバルデラ空港はあるが、定期便はなく、チャーター便となる。滑走路は未舗装である。

### 水路
町の中央をジュバ川が横切っているが、橋が一つあるだけで、川を渡るための船などはない。

## スポーツ
バルデラにはプロサッカーチームがあり、ジュバ地区とゲド地区の大会に出る。2002年には南ソマリアの大会で、キスマヨとバイドアのチームに勝って優勝している。

## 教育
バルデラには5つの小学校と2つの高校がある。また、ゲド大学、バルデラ工科大学がある。

## マスメディア
バルデラにはラジオマルカブレイ、バルデララジオという2つのFM放送局がある。
ラジオマルカブレイは、2010年、バルデラを支配しているイスラーム武装勢力アル・シャバブにより、停止させられている。